# Farní sbor Českobratrské církve evangelické v Břeclavi
Farní sbor Českobratrské církve evangelické v Břeclavi je sborem Českobratrské církve evangelické v Břeclavi. Sbor spadá pod brněnský seniorát.
Farářkou sboru je Kateřina Rybáriková, kurátorem sboru je Marek Posolda.
Momentálně sbor plánuje otevřít v nevyužívaném dolním sále dětský koutek s kavárnou. Je znám jako projekt BETHSEDA.

## Faráři sboru
- Jarmila Řezníčková (1990–1998)
- Daniel Blažek (1998–2009)
- Jan Zámečník (2011–2016)
- David Najbrt (2017–2021)
- Kateřina Rybáriková (2022–)